# Morimoto Yuko
Morimoto Yuko (森本 ゆう子) là một cựu cầu thủ bóng đá nữ người Nhật Bản.

## Đội tuyển bóng đá nữ quốc gia Nhật Bản
Morimoto Yuko thi đấu cho đội tuyển bóng đá nữ quốc gia Nhật Bản từ năm 1993 đến 1998.

## Thống kê sự nghiệp
| Nhật Bản  | Nhật Bản | Nhật Bản |
| Năm       | Trận     | Bàn      |
| --------- | -------- | -------- |
| 1993      | 2        | 0        |
| 1994      | 1        | 0        |
| 1995      | 0        | 0        |
| 1996      | 0        | 0        |
| 1997      | 5        | 2        |
| 1998      | 2        | 0        |
| Tổng cộng | 10       | 2        |